# 강수호 (축구 선수)
강수호(姜수호, 1984년 6월 4일 ~ )는 대한민국의 전 축구 선수이며, 포지션은 골키퍼였다.